# Тран-ан-Прованс
Тран-ан-Прова́нс (фр. Trans-en-Provence) — коммуна на юго-востоке Франции в регионе Прованс — Альпы — Лазурный берег, департамент Вар, округ и кантон Драгиньян.
Площадь коммуны — 16,99 км², население — 5312 человек (2006) с выраженной тенденцией к росту: 5562 человека (2012), плотность населения — 327,0 чел/км².

## Население
Население коммуны в 2011 году составляло — 5546 человек, а в 2012 году — 5562 человека.
| 1962 | 1968 | 1975 | 1982 | 1990 | 1999 | 2006 | 2007 | 2011 | 2012 |
| ---- | ---- | ---- | ---- | ---- | ---- | ---- | ---- | ---- | ---- |
| 1290 | 1530 | 2339 | 3156 | 4003 | 4780 | 5312 | 5388 | 5546 | 5562 |

Динамика населения:

## Экономика
В 2010 году из 3525 человек трудоспособного возраста (от 15 до 64 лет) 2555 были экономически активными, 970 — неактивными (показатель активности 72,5 %, в 1999 году — 66,7 %). Из 2555 активных трудоспособных жителей работали 2224 человека (1207 мужчин и 1017 женщин), 331 числились безработными (151 мужчина и 180 женщин). Среди 970 трудоспособных неактивных граждан 289 были учениками либо студентами, 399 — пенсионерами, а ещё 282 — были неактивны в силу других причин.
На протяжении 2010 года в коммуне числилось 2370 облагаемых налогом домохозяйств, в которых проживало 5731,0 человек. При этом медиана доходов составила 20 698 евро на одного налогоплательщика.

## Достопримечательности

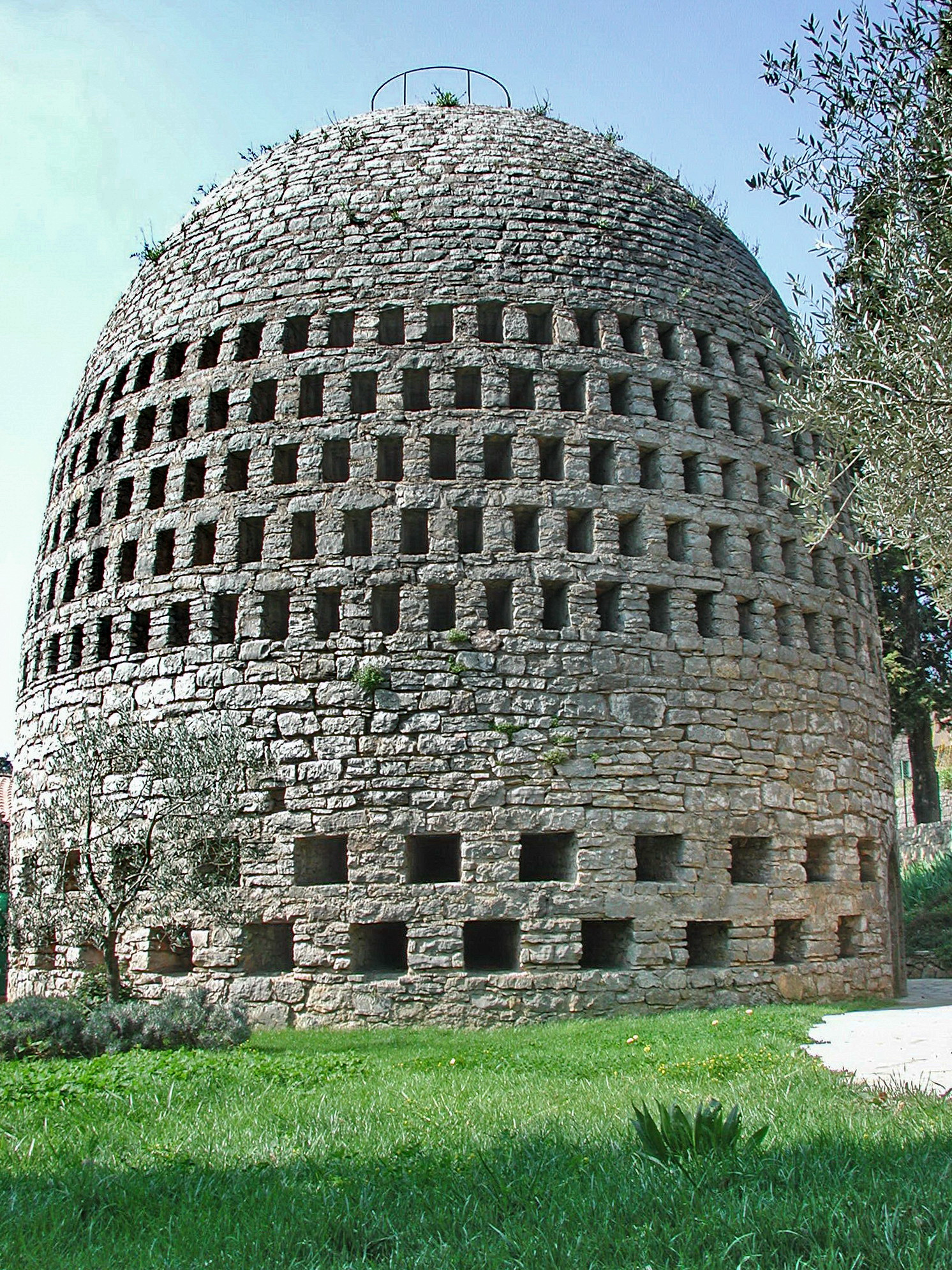
«Воздушный замок» бельгийского инженера Achile Knapen